# Масова мобилизация (Френска революция)
Масова мобилизация (на френски: levée en masse), което в буквален превод от френски език значи „масово надигане“, е термин, използван за принудителната масова мобилизация в армията по време на Френската революция. Концепцията възниква по време на френските Революционни войни, особено в периода след 16 август 1793 г. Поради радикалната разлика в начина на формиране на Френската революционна армия в сравнение с времето при Стария ред, levée en masse става неотменна част от френската национална идентичност.

## Предистория
След като обявява война на Австрия на 20 април 1792 г. Франция се нуждае от голяма армия. Хората, включили се в армията през 1791 г. при призива на Законодателното събрание, че страната е в опасност, са с краткосрочни договори на доброволци, съгласно които трябва да бъдат разпуснати в края на следващата година. Армията се топи и към края на декември 1792 г наброява около 400 000 души, а в началото на февруари 1793 намалява до 228 000. В началото на 1793 г. Франция обявява война на Великобритания и на Нидерландската република. През март във войната се включва и Бурбонска Испания. Така се оформя първата коалиция срещу революцията.

## Първа половина на 1793
Още на 24 февруари Конвентът гласува да се наберат още 300 000 мъже (набор на тристате хиляди). Не е ясно обаче дали това ще са доброволци или редовна армия и резултатите са катастрофални. Наборът е възложен на местното самоуправление, като всеки департамент попълва определена бройка. Ако няма доброволци, то всяка община е длъжна да избере наборници. Системата е непопулярна, а общото чувство за несправедливост се допълва от практиката на замяна – наетият новобранец може да заплати на друг да заеме мястото му. Хората се бунтуват и във Вандея дори избухва въстание. Съпротивата срещу набора е толкова силна, че след няколко месеца протакане са набрани едва 200 000 души.
През март Франция търпи поражение при Нервинден и заплахата за републиката нараства. На 6 април управлението поема Комитет за обществено спасение. След въстанието от 31 май – 2 юни на власт идват якобинците-монтаняри. Те написват нова конституция, която дава граждански права на всички пълнолетни мъже, но и изисква всички да бъдат съпричастни към каузата на войната.

## Втора половина на 1793
На 16 август 1793 г. Конвентът обявява с декрет, че всички мъже от 18 до 25 години трябва да се запишат в армията. Това се случва пет месеца след трагичната битка при Неервинден, която завършва с поражение на генерал Дюмурие. Всъщност още на 24 февруари е обявено първото масово свикване на войници за военна служба в размер на 300 000 души. Планът се проваля, тъй като се записват твърде малко. Тогава се налага на департаментите да съберат определени контингенти. Това също се оказва невъзможно. При тези обстоятелства идва заплахата от пролетта на 1793 г., а тя налага крайни мерки. Междувременно на власт идват якобинците. Както е известно, те въвеждат конституция, която дава граждански права на всички пълнолетни мъже и затова изискват всички да бъдат съпричастни към каузата на войната.
Изпълнението на декрета от 16 август е възложено на военния министър Лазар Карно, който се заема енергично. Комбинирайки патриотичния призив с принудата, той не само успява с бързи темпове да събере стотици хиляди нови войници, но и да организира обучението и изхранването им. „Въоръжаването на народа“ изисква прилагането на много нови механизми, които дотогава са непознати. Настъпва голяма промяна – всъщност въвеждането на редовната наборна служба.

## Последици
Към края на 1793 г. Франция разполага с 645 000 войници – повече от армиите на всичките си врагове взети заедно. Те са достатъчно, за да обърнат хода на войната и да защитят границите от външните врагове. През 1796 г. френската армия достига 1 169 000 души. Това принуждава противниците на Франция също да увеличат своите армии и да укрепят гарнизоните си. От друга страна, френската армия е невиждана дотогава сила и е сложна за управление. Както се изразява Робеспиер, „трябва да ги накараме да маршируват натам, докъдето краката им могат да ги носят или те ще се върнат и ще ни прережат гърлата“. Въпреки това, този масов набор дава възможност на хора без никакъв военен опит да проявят своя талант и в резултат да се оформи прослойка от новопроизведени способни офицери и командири от незнатен произход, предимно по-млади от заварените.
„Levée en masse“ прави възможни последвалите френски победи – на първо място тази при Фльорюс през 1794 г., която решава войната в Нидерландия. Такава голяма армия обаче трудно се организира и изхранва и коства гигантски средства. Тя започва да се издържа най-вече с отнемане на богатството на другите народи, което задължава и якобинците и после Директорията да воюват непрекъснато. Този принцип подготвя и кървавите Наполеонови войни и предвещава ерата на националните редовни армии, която ще последва през ХІХ в.

## Цитирана литература
- Гаврилов, Борислав. Война и мир. Кризи, конфликти и дипломация в Европа (1559 – 1918).   София, 2016. ISBN 978-954-07-4127-7.
- Дейвидсън, Иън. Френската революция.   София, Millenium, 2017. ISBN 978-954-515-396-9. с. 315.